# میزاب (کعبه)
میزاب کعبه (به عربی: ميزاب الكعبة) یا میزاب مهر (به عربی: ميزاب الرحمة)، ابزاری کار گذاشته شده بر گوشهٔ شمالی بام خانه است و از کعبه به سوی حجر اسماعیل بیرون زده.
واژهٔ میزاب ریشه‌ای فارسی دارد که به زبان عربی راه یافته‌است. این ناودان آب جمع شده به هنگام شست‌وشو یا بارندگی را به بیرون از بام ترابری می‌نماید.

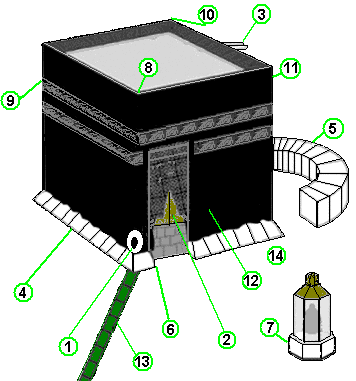
۳-میزاب که ناودان کعبه است.

نخستین میزاب، در سی و پنج سالگی پیامبر اسلام به دست قریشیان ساخته و کار گذاشته شد.
در سال ۶۳ ه‍.خ هنگامی که عبدالله پسر زبیر کعبه را بازسازی می‌کرد میزاب دیگری به همان ویژگی پیشین کار گذاشت و در سال ۷۱ ه‍.خ حجاج پسر یوسف ثقفی آن را پیراست و دوباره بر بام کعبه جای داد.
در سال ۵۲۱ ه‍. خ یک ایرانی صوفی به نام شیخ ابوالقاسم رامِشت، همراه با دیگر بازسازی‌هایش، میزاب را نیز از نو ساخت.
در سال ۵۲۵ ه‍. خ مقتفی، خلیفهٔ عباسی دستور داد میزاب بازسازی شود.
میزابی که در روزگار ناصر، خلیفهٔ عباسی ساخته شده بود در سال ۷۵۸ ه‍. خ بر بام کعبه کار گذاشته شد.
در سال ۹۳۰ ه‍. خ سلطان سلیمان میزابی برای کعبه ساخت؛ سه سال بعد میزابی دیگر از مصر آورده شد.
احمد یکم نیز در سال ۹۹۰ ه‍. خ میزابی برای کعبه ساخت.
اما میزاب کنونی کعبه در رخ همان میزابی است که عبدالمجید یکم آن را در سال ۱۲۳۵ ه‍. خ درست کرد و در سال ۱۲۳۸ ه‍. خ به همراه حاجی رضا پاشا به مکه فرستاد.

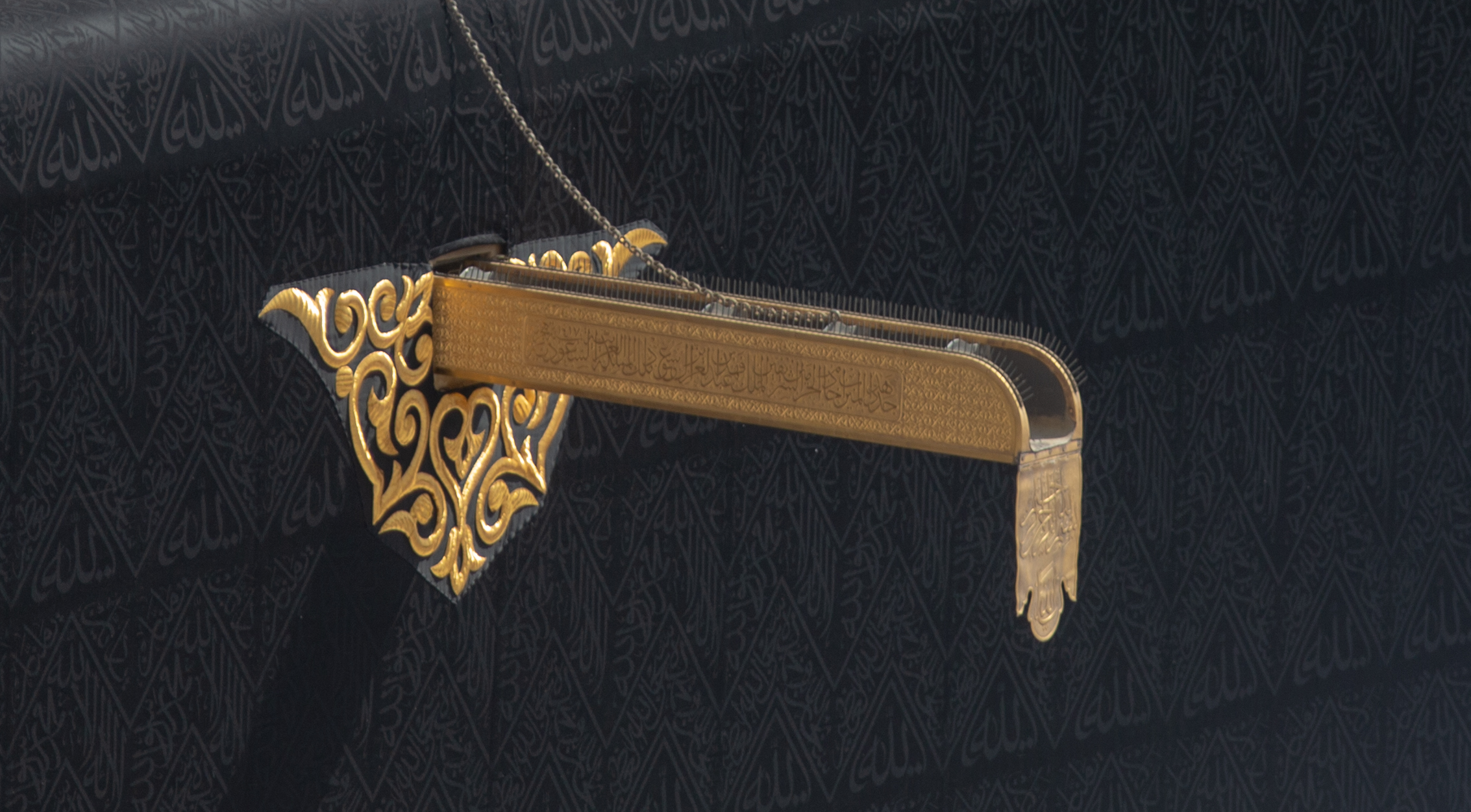
نمایی از میزاب مهر.

در سال ۱۳۳۶ ه‍. خ، شاه سعود، میزاب را نوسازی کرد و در سال ۱۳۷۵ ه‍. خ شاه فهد میزابی نو در رخ همان میزابی که سلطان عبدالمجید ساخته بود ساخت که همچنان بر بام کعبه است.
درازای میزاب ۲ متر و ۵۸ سانتی‌متر و پهنای آن ۲۵ سانتی‌متر است؛ پیرامون میزاب را چوب ساج با روکش زرین فراگرفته است.

## در ادب پارسی
علم تو خود بام عقل و کعبهٔ نفْس است و طبع
من چو حج گولان به زیر ناودان چون خوانمت— سنایی، دیوان سنایی
ای تشنهٔ ابر رحمت تو
چون من، لبِ ناودان کعبه
جوید به تبرک آب دستت

چون حاج، ز ناودان کعبه— خاقانی، دیوان خاقانی شروانی
از نمِ میزاب و تارِ سُبحه حاجت خواستم
قرعه بر شطِ شراب و بر خُم کافر زدند— نظیری، دیوان نظیری نیشابوری